# Панкратов, Георгий Фёдорович
Георгий Фёдорович Панкратов (1923, дер. Зверобойка, Гутовская волость, Кузнецкий уезд, Томская губерния, СССР — 5 декабря 1944, Венгрия) — старший сержант Рабоче-крестьянской Красной Армии, участник Великой Отечественной войны, Герой Советского Союза (1945).

## Биография
Георгий Панкратов родился в 1923 году на ж.д. разъезде Зверобойка на юге Томского уезда (Томская губерния). Селение до 1930 года относилось к Гутовскому району Сибирского края, затем — к Тогучинскому району Запсибкрая/Новосибирской области.
В 1942 году он был призван на службу в Рабоче-Крестьянскую Красную Армию Тогучинским РВК НСО. С августа того же года — на фронтах Великой Отечественной войны.
К декабрю 1944 года старший сержант Георгий Панкратов был помощником командира стрелкового взвода 1077-го стрелкового полка 316-й стрелковой дивизии 46-й армии 2-го Украинского фронта. Отличился во время освобождения Венгрии. В ночь с 4 на 5 декабря 1944 года Панкратов одним из первых переправился через Дунай в районе населённого пункта Тёкёль к югу от Будапешта и ворвался в немецкую траншею, захватив плацдарм. Во время отражения немецкой контратаки Панкратов погиб. Похоронен в Тёкёле.
Указом Президиума Верховного Совета СССР от 24 марта 1945 года старший сержант Георгий Панкратов посмертно был удостоен высокого звания Героя Советского Союза. Также посмертно был награждён орденом Ленина.